# 毕啸天
毕啸天（1993年9月19日—），网名毕导，男，甘肃天水人，中国视频博主。他據稱以“以通俗的话语来解释高深的理论”而活躍於Bilibili等各个平台。

## 生平
高中就读于浙江省萧山中学。本科就读与清华大学化学工程系，2014年成为清华大学化工系直博研究生。社交平台上，毕啸天自号“毕导THU”，微博简介是：一个想当段子手的清华化工辅导员。
2014年4月大四期间，他与化工系的同学注意到百度百科“对二甲苯”词条中的毒性被人从“低毒”改为“剧毒”，毕啸天与化工系同学多次参与修改，并表示“要通过自己的专业知识捍卫科学的严肃性”。
2016年发出个人的第一条视频，现为一名视频博主。。
2023年，博士毕业。毕业后，去掉了原网名中的“THU”。